# Purcăreni (gmina Popești)
Purcăreni – wieś w Rumunii, w okręgu Ardżesz, w gminie Popești. W 2011 roku liczyła 744 mieszkańców.